# 돌박 2일
《돌박2일》은 2022년 8월 23일부터 유튜브에서 방송되고 있는 웹예능으로, 스튜디오 K에서 제작하는 아이돌판 1박 2일 웹 예능 프로그램. 기본적으로 KBS Kpop 채널에 올라오며, 스튜디오 K 채널에 합본판이 올라온다.

## 에피소드 목록

### 2022년
| 공개일    | 제목 | 출연       | 비고                                                                                             |
| --------- | --- | ---------- | ------------------------------------------------------------------------------------------------ |
| 8월 23일  | Breaking News❤️‍🔥 내 최애가 1박2일에 나온다면?!✨ 감히 의심하지 마🤗 그냥 좋다는 게 아냐 😎 Guess who?                     | 아이브     | 아이브 in 원주 티저 1                                                                            |
| 8월 24일  | 돌박2일 💛아이브 티져💚                                                                                                  | 아이브     | 아이브 in 원주 티저 2                                                                            |
| 8월 28일  | What’s After LIKE?! 오히려 좋아 ❤‍🔥 대책없는 긍정베이비들의🏅복불복 수학여행 레이스                                        | 아이브     | 아이브 in 원주 EP 1-1                                                                            |
| 9월 4일   | 🎲 L 다음 또 O 다음 tto 당첨보다 짜릿하고 🌈 다채로운 리얼 버라이어티의 세계🗯                                            | 아이브     | 아이브 in 원주 EP 1-2                                                                            |
| 9월 11일  | 😷아이브? 알아보지마!🫥 심장쫄깃 시장레이스 😈 거기 맑은 눈의 광인(👁‿👁)ㅋㅋ을 곁들인..                                   | 아이브     | 아이브 in 원주 EP 1-3                                                                            |
| 9월 18일  | 💘건축학개론💘 그 첫사랑 원영 선배 왔다.. 얘들아(0명) 산삼면 들어본 사람?🍜                                              | 아이브     | 아이브 in 춘천 EP 2-1                                                                            |
| 9월 25일  | 아이브도 퇴근은 못 참지😜 NEW언니즈🛶 VS 작은 아기즈🚠 텔레파시 보내 빨리⚡️                                              | 아이브     | 아이브 in 춘천 EP 2-2                                                                            |
| 9월 25일  | 가지마yo...우리 좋았잖아... 아이돌 세끼 진행시켜?!😎 (feat. 1회요정 아이브)                                              | 아이브     | 아이브 in 춘천 EP 2-3                                                                            |
| 11월 4일  | 내 남친 여기 있네… 첫사랑 기억조작 Ver. "이거 보면 나랑 사귀는 거다?!"                                                   | 하이라이트 | 하이라이트 in 속초 티져 1                                                                        |
| 11월 9일  | [개봉박두]📢게임을 시작하시겠습니까? [돌박2일 하이라이트 in 속초] Teaser 4K l 이번 주말 가장 핫한 신작을 소개해 드립니다 | 하이라이트 | 하이라이트 in 속초 티져 2                                                                        |
| 11월 13일 | 🔥큰 거 왔다!🔥취향저격 오징어게임🦑 그런데 돈이 사라진다?!💸 어디 한 번 놀아볼까?                                       | 하이라이트 | 하이라이트 in 속초 EP 3-1                                                                        |
| 11월 20일 | 마음이 두준두준한 건 파도 때문인가 🌊하이라이트 때문인가✨                                                               | 하이라이트 | 하이라이트 in 속초 EP 3-2                                                                        |
| 11월 27일 | 올인하시겠습니까? 당연하죠 우린 하이라이트에 인생을 걸었어요👊                                                           | 하이라이트 | 하이라이트 in 속초 EP 3-3                                                                        |
| 12월 4일  | (동)운이 좋았지... 비하인드가 남았으니...✨하이라이트 다시 올 때까지...기다릴게🙋🏻‍♀️                                        | 하이라이트 | 하이라이트 in 속초 비하인드                                                                      |
| 12월 6일  | 올인했다면 다 이기는 Game 💸 일 벌리는 대로 판은 이미 Race🎢                                                             | 몬스타엑스 | 몬스타엑스 in 대구 티져 1 (민혁 . 주헌 . 아이엠)                                                 |
| 12월 7일  | 몬베베 니가 내 별이다...★ 그 시절 인소 Ver. l 돌박2일 몬스타엑스 티져 🐶🐝🐱                                             | 몬스타엑스 | 몬스타엑스 in 대구 티져 2 (민혁 . 주헌 . 아이엠)                                                 |
| 12월 11일 | 🚨충격🚨돈가방 들고 부릉부릉 롤러코스터 타는 겜블러 실존! 몬베베 얼른 와 신속히                                          | 몬스타엑스 | 몬스타엑스 in 대구 EP 4-1 (민혁 . 주헌 . 아이엠)                                                 |
| 12월 18일 | 몬엑 텐션이 미챠써요↗️ 지금까지 이런 대혜자 콘텐츠는 없.었.다😎 (feat.X맨은 누구?)                                       | 몬스타엑스 | 몬스타엑스 in 대구 EP 4-2 (민혁 . 주헌 . 아이엠)                                                 |
| 12월 22일 | ATEEZ🧭The Pirate King Tour l 돌박이일 에이티즈Teaser 겨울왕국 ver.                                                      | 에이티즈   | 에이티즈 in 평택 티저 1                                                                          |
| 12월 25일 | 당신의 X가 첨성대 앞에서 기다리고 있습니다. ✨️크리스마스에 떠나는 경주여행🎄                                             | 몬스타엑스 | 몬스타엑스 in 경주 EP 5-1 (민혁 . 주헌 . 아이엠)몬스타엑스 in 경주 EP 5-1 (민혁 . 주헌 . 아이엠) |
| 12월 27일 | ATEEZ⚓The Pirate King Tour l 돌박이일 에이티즈Teaser 'Ditto' ver.                                                       | 에이티즈   | 에이티즈 in 평택 티저 2                                                                          |
| 12월 31일 | 🌙달빛보다 아름다운 몬스타엑스의 경주 여행기 2탄✨                                                                       | 몬스타엑스 | 몬스타엑스 in 경주 EP 5-2 (민혁 . 주헌 . 아이엠)                                                 |

### 2023년
| 공개일    | 제목                                                                                                | 출연               | 비고                                                                                            |
| --------- | --------------------------------------------------------------------------------------------------- | ------------------ | ----------------------------------------------------------------------------------------------- |
| 1월 1일   | 냅둬 쟤네 ATEEZ래😎 우승보단 분량에 욕심 있는 해적 다들 어때?                                       | 에이티즈           | 에이티즈 in 평택 EP 6-1                                                                         |
| 1월 8일   | 겨울 토끼 에이티즈의 축복이 끝이 없네.. 🚨충격🚨의 분량✨해적왕 투어 감동 실화✨                    | 에이티즈           | 에이티즈 in 평택 EP 6-2                                                                         |
| 1월 11일  | [공유] 에이티즈 돌박이일 오류 정정 보고의 건(미방분 포함)                                           | 에이티즈           | 에이티즈 in 평택 비하인드                                                                       |
| 1월 15일  | 소맥 타는 고양이 실존? 훈민정음 게임부터 애교배틀😘까지 몬스타엑스가 종합으로 보여주는🍺원샷의 정석 | 몬스타엑스         | 몬스타엑스 in 경주 EP 5-3 (민혁 . 주헌 . 아이엠)                                                |
| 1월 18일  | 투모로우바이투게더 그룹 승계 싸움의 진실은?                                                         | 투모로우바이투게더 | 투모로우바이투게더 in 영월 티저 1                                                               |
| 1월 22일  | Play it random! 아무거나 틀어도 다 잘 추는 랜덤플레이댄스 최강자의 💥춤사위💥                       | 몬스타엑스         | 몬스타엑스 in 대구 EP 4-3 (민혁 . 주헌 . 아이엠)                                                |
| 1월 24일  | TOMORROW X TOGETHER Reborn Rich l 돌박이일 투모로우바이투게더 영월네 막내아들 Teaser ver.           | 투모로우바이투게더 | 투모로우바이투게더 in 영월 티저 2                                                               |
| 1월 29일  | 오늘부터 내 꿈🍭은 투바투그룹 후계자야💰연준아, 나 지금 되게 신나💥                                 | 투모로우바이투게더 | 투모로우바이투게더 in 영월 EP 7-1                                                               |
| 2월 5일   | 충격 반전💥후계자는 정해져 있었다?! 투바투 그룹 승계 전쟁 최종편!💸                                 | 투모로우바이투게더 | 투모로우바이투게더 in 영월 EP 7-2                                                               |
| 2월 12일  | 회장님도 막지 못한 재벌가의 한우 먹방 실체?!🥩 '투바투 그룹' 플렉스란 바로 이런 것😎                | 투모로우바이투게더 | 투모로우바이투게더 in 영월 EP 7-3                                                               |
| 2월 13일  | STAYC : To All The SWITH l 돌박이일 스테이씨 내가 사랑하는 모든 스윗들에게 Teaser ver.              | 스테이씨           | 스테이씨 in 시흥 티저 1                                                                         |
| 2월 16일  | 우린 다 이번 생은 처음이잖아 STAYC Teaser                                                           | 스테이씨           | 스테이씨 in 시흥 티저 2                                                                         |
| 2월 19일  | 🧸여행 사진? 고민고민하지마~🤗네 컷 장인 스테이씨의 여행 사진 잘 찍는 법📸                          | 스테이씨           | 스테이씨 in 시흥 EP 8-1                                                                         |
| 2월 26일  | 스테이씨 윤, 알고 보니 K-POP 댄스 박사 학위?🎓✨ 아기 케이팝 박사들의 댄스파티💃                    | 스테이씨           | 스테이씨 in 시흥 EP 8-2                                                                         |
| 3월 5일   | 당신의 이상형을 찾아줄 미모의 주인공이 무려 5명🖐️ 3월 신작 드라마 [태백의 후예] 드디어 공개!?       | 투모로우바이투게더 |                                                                                                 |
| 3월 12일  | 우리 중에 스파이가 있다?!💥 태백의 후예들을 감쪽같이 속인 범인은?                                   | 투모로우바이투게더 | 투모로우바이투게더 in 태백 EP 9-2                                                               |
| 3월 19일  | "휴닝이 최악의 날로 만들어주겠어😈" 충격! GBGB 그 자체가 된 TXT 형아들?😭                           | 투모로우바이투게더 | 투모로우바이투게더 in 태백 EP 9-3                                                               |
| 3월 21일  | 아기 개그맨들의 개그 대격돌🏃‍♀️ l 돌박이일 엔믹스 개콘키즈 NMIXX Teaser ver.                          | 엔믹스             | NMIXX in KBS 티저                                                                               |
| 3월 26일  | KBS 50주년? 1살 된 엔믹스가 축하해줄게🥳 내친김에 방송국도 접수해줄게💘                             | 엔믹스             | NMIXX in KBS EP 10-1                                                                            |
| 4월 2일   | 공영방송 50주년에 💰베팅💰해도 되나요? 스파이 팀장들의 고군분투 🚨실패🚨 소취 레이스!               | 엔믹스             | NMIXX in KBS EP 10-2                                                                            |
| 4월 9일   | 나 김지우, 눈 떠보니 엔믹스 내 인기짱이 되어있었다😳 짱믹스의 KBS 투어 마지막 이야기🎲              | 엔믹스             | NMIXX in KBS EP 10-3                                                                            |
| 4월 25일  | LE SSERAFIM Little Women 돌박이일 르세라핌 작은 아씨들                                              | 르세라핌           | 르세라핌 in 광명 티저                                                                           |
| 4월 30일  | 상속녀는 단 한 명! 르세라핌의 두뇌 게임 [작은 아씨들🥀]을 플레이하시겠습니까? ▼                     | 르세라핌           | 르세라핌 in 광명 EP 11-1                                                                        |
| 5월 7일   | 당신의 상속녀가 되어💃 연기와 노래 코미디까지 해주는 르세라핌의 [작은 아씨들] part.2                | 르세라핌           | 르세라핌 in 광명 EP 11-2                                                                        |
| 5월 7일   | 꼭 짱이 돼야지, 르세라핌 짱이 돼서 고기 먹을 거야👊 돌고 도는 돈 가방! 상속녀는 누구?               | 르세라핌           | 르세라핌 in 광명 EP 11-3                                                                        |
| 5월 15일  | 요트 위에서 고요 속의 외침🎧 르세라핌의 우당탕탕 데뷔 1주년 기념 여행⛵                             | 르세라핌           | 르세라핌 in 화성 EP 12-1 본래 14일에 업로드되었으나 기술적인 오류로 인해 15일에 재업로드되었다. |
| 5월 21일  | 우린 하나잖아!🥺 르세라핌의 팀워크를 뒤흔든 Unforgiven 빌런 등장?!                                  | 르세라핌           | 르세라핌 in 화성 EP 12-2                                                                        |
| 5월 23일  | 우리는 엔하이픈, 포기를 모르는 남자들이지🏀                                                         | 엔하이픈           | ENHYPEN - ENGENE TOUR 티저                                                                      |
| 5월 28일  | 전 세계를 돌고 돌아 엔진을 찾아 달려왔다🏃 엔하이픈의 99초 스탠바이 큐                              | 엔하이픈           | ENHYPEN - ENGENE TOUR EP 13-1                                                                   |
| 6월 4일   | 엔하이픈, 돌박이일 최초 기상미션?!😴 엔깅이들의 비몽사몽 수학여행                                   | 엔하이픈           | ENHYPEN - ENGENE TOUR EP 13-2                                                                   |
| 6월 14일  | 에이티즈가 말아주는 K-매운맛? 일어날 수 있으니 각오해라🌶️ 돌박이일 ATEEZ Teaser                     | 에이티즈           | 에이티즈 in 천안 티저                                                                           |
| 6월 18일  | 에이티즈의 K-매운맛 시간 여행! 무법자들의 고추 가방 쟁탈전🌶️                                        | 에이티즈           | 에이티즈 in 천안 EP 14-1                                                                        |
| 6월 25일  | 친구들아 미안하다! 고추 가방은 내가 갖겠다!🌶 도전! 에이티즈 골든벨?!🔔                              | 에이티즈           | 에이티즈 in 천안 EP 14-2                                                                        |
| 7월 2일   | 건배하자🍻 해적들의 진짜 찐텐션 회식 바이브 🏴‍☠️ 에이티즈 지지자 여러분! 술 들어가유~🔥               | 에이티즈           | 에이티즈 in 천안 EP 14-3                                                                        |
| 7월 18일  | 🍍썸머퀸🌴 오마이걸과 함께하는 여름방학🍉돌박이일 OH MY GIRL Teaser                                 | 오마이걸           | 오마이걸 in 영월 티저                                                                           |
| 7월 23일  | ???: 이 돈은 이제 제 겁니다💸 찾았다! 오마이걸의 보물상자🎁                                         | 오마이걸           | 오마이걸 in 영월 EP 15-1                                                                        |
| 7월 24일  | 찾았다 오마이걸... 얼굴?🧐 10년을 봤는데 못 알아보면 어떡해?!💦                                     | 오마이걸           | 오마이걸 in 영월 EP 15-2                                                                        |
| 7월 30일  | 달려라 옴걸라이더!🏎 스포츠의 성지에서 찾아낸 동체시력 최강자?!                                      | 오마이걸           | 오마이걸 in 평창 EP 16-1                                                                        |
| 7월 31일  | 고요속의 외침부터 라이어 게임까지 레전드 예능돌 옴망진창 등판에 퇴근 불가?!                         | 오마이걸           | 오마이걸 in 평창 EP 16-2                                                                        |
| 8월 6일   | 누구일까 마피아🔫 수련회에 학생이 지녀선 안될 물건을 가진 멤버가... 있지!?                          | ITZY               | ITZY in 남양주 EP 17-1                                                                          |
| 8월 7일   | 있지들아~ 준비됐니? 수련회우먼파이터 랜플댄 서열 1위는?                                             | ITZY               | ITZY in 남양주 EP 17-2                                                                          |
| 8월 11일  | 청량 가득 여름 바다에 등장한 미모의 라이프가드?!🌊 돌박이일 X 더보이즈                              | 더보이즈           | 더보이즈 in 고성 티저                                                                           |
| 8월 13일  | 모두 여기 집중📢 바닷가에 나타난 돈 가방 든 라이프가드🛟그리고 상금을 노리는 스틸러?😎              | 더보이즈           | 더보이즈 in 고성 EP 18-1 (상연, 영훈, 현재, 큐, 선우)                                           |
| 8월 16일  | 어서 와~ 돌박이일은 처음이지? 스테이씨 잼버리 친구들과 짝꿍이 되다?!                                | 스테이씨           | 스테이씨 with 잼버리 티저                                                                       |
| 8월 19일  | 돌박 최초 🌊바다 입수🌊 (제발 좀)긴장하세요! 스틸러가 당신의 가방을 훔쳐가요💗                      | 더보이즈           | 더보이즈 in 고성 EP 18-2 (상연, 영훈, 현재, 큐, 선우)                                           |
| 8월 20일  | 잼버리 친구들에게 K-POP을 들려주었습니다🎧 스테이씨는 정답을 맞혀보세요                             | 스테이씨           | 스테이씨 with 잼버리 EP 19-1                                                                    |
| 8월 27일  | 한 달 동안 서울 한복판에 스테이씨의 얼굴이 걸린다⁉ 스테이씨를 대표할 얼굴✨의 주인공은??            | 스테이씨           | 스테이씨 with 잼버리 EP 19-2                                                                    |
| 9월 7일   | KNOCK✊ KNOCK✊ 옆집 소년들🚪인데요, 백일잔치 초대장 가지고 왔어요☺💌                               | BOYNEXTDOOR        | 보이넥스트도어의 백일잔치🎂 티저                                                                |
| 9월 10일  | 한강공원에 웬 OO이⁉️ 데뷔 한지 100일 된 아이돌의 팀워크를 알아보자                                  | BOYNEXTDOOR        | 보이넥스트도어의 백일잔치🎂 EP 20-1                                                             |
| 9월 17일  | 얘네가 웃기다고 소문난 옆집 소년들?! 아님. 사실 본업천재임. 랜플댄 왔다                             | BOYNEXTDOOR        | 보이넥스트도어의 백일잔치🎂 EP 20-2                                                             |
| 11월 5일  | 말로 왕이 될 수 있다면 믿으시겠습니까? 임금님도 놀랄 달변베이스원 등장🌟                            | ZEROBASEONE        | 제로베이스원 in 이천 EP 21-1                                                                    |
| 11월 19일 | 눈을 떠보니 궁궐에 떨어진 Sweet Venom, 일곱 왕자님들의 3주년 회식 여행                              | ENHYPEN            | 엔하이픈 in 단양 1탄 EP 23-1                                                                    |
| 11월 26일 | 엔하이픈 3주년 회식 시작, 빵빠레 불며 시작! 요즘 뱀파이어 특: 마늘 잔뜩 먹음🧄                      | ENHYPEN            | 엔하이픈 in 단양 1탄 EP 23-2                                                                    |
| 11월 25일 | 드디어 돌박'2일' 합니다✈️ 학년이가 직접 가이드 하는 그빵즈의 구석구석 홍콩 여행                     | 더보이즈           | 더보이즈 in 홍콩 EP 24-1 주학년, 영훈, 현재                                                     |
| 12월 2일  | 홍콩 길거리 미남 증거 영상 제출합니다📸 삼수이포 거리 쇼핑 & 홍콩의 숨은 야경 핫플?                 | 더보이즈           | 더보이즈 in 홍콩 EP 24-2                                                                        |
| 12월 3일  | 티즈 우정여행은 미국까지 go! 데뷔 5주년 당일 기념 여행 중 뉴욕에서 Z로 발견된 에이티즈?!            | ATEEZ              | 에이티즈 in 뉴욕 EP 25-1                                                                        |
| 12월 10일 | 이 편지는 뉴욕에서 시작되어 지구 한 바퀴를 돌며 에이티니에게 행운을 주는 편지입니다🍀               | ATEEZ              | 에이티즈 in 뉴욕 EP 25-2                                                                        |

### 2024년
| 공개일    | 제목                                                                                      | 출연               | 비고                                             |
| --------- | ----------------------------------------------------------------------------------------- | ------------------ | ------------------------------------------------ |
| 2월 11일  | 아이돌과 함께하는 구석구석 전국 여행! 💗 2024 돌박이일 올해도 영업 준비 중 💗             |                    | 2024 돌박2일 티저                                |
| 4월 1일   | 🌏 TXT 그룹 최연준 회장 직위 박탈👑⚡... 승계 전쟁 다시 시작되나                          | 투모로우바이투게더 | 투모로우바이투게더 승계전쟁 리턴즈 티저          |
| 4월 7일   | 왜 이제 온 거야, 너흰 원래 TXT 그룹 후계자인데🦊                                          | 투모로우바이투게더 | 투모로우바이투게더 그룹 승계 전쟁 리턴즈 EP 26-1 |
| 4월 14일  | 뭐가 나왔다고 가방에서, 겁나 험한 게🐍                                                    | 투모로우바이투게더 | 투모로우바이투게더 그룹 승계 전쟁 리턴즈 EP 26-2 |
| 5월 18일  | 당신들이 프린스 휘브? 예아~! 놀이공원에 꽃보다 휘브 등장🌷                                | 휘브               | 휘브 에버랜드 EP 27-1                            |
| 5월 19일  | 제베원 선배들은 왜 다 잘 하남🤔 대학 시절 라떼 예능을 전공했기 때문?!                     | 제로베이스원       | 제로베이스원 in 하남 EP 28-1                     |
| 5월 25일  | 놀이기구 타면서 미션 정말 해보고 싶었..☠️ 저는 그만 정신을 잃고 말았습니다😇              | 휘브               | 휘브 에버랜드 EP 27-2                            |
| 5월 26일  | "다섯 살 때였어요..." 갑자기 시작된 충격 고백! 전부💣💣때문?                              | 제로베이스원       | 제로베이스원 in 하남 EP 28-2                     |
| 6월 2일   | 안녕 홍해인? 나는 백현우라고 해. 나는 네 아이돌이야💥                                     | ATEEZ              | 에이티즈 눈물의 왕자 EP 29-1                     |
| 6월 9일   | 집중 잘해요! 내가 맞힐 때까지 아무도 못 내려🔥우리 배는 편도로만 가🏴‍☠️ 근데 티즈.. 울어요? | ATEEZ              | 에이티즈 눈물의 왕자 EP 29-2                     |
| 6월 30일  | 나에게도 드라마 캐스팅의 기회가? 투어스의 42 업고 튀어⌚                                  | 투어스             | TWS in 연천 EP 30-1                              |
| 7월 7일   | 충격💥 투어스가 끌리는 천만 번째 이유 - 랜플댄에 다 있음💥                                | 투어스             | TWS in 연천 EP 30-2                              |
| 7월 14일  | 비보잉? 합니다🤸‍♂️ 사격? 합니다🔫 잘생김? 당연하지⭕️ 여기는 뱀파이어 운동회입니다🎊         | ENHYPEN            | 뱀파이어 여름 운동회 EP 31-1                     |
| 7월 21일  | 삐빅🚨손해입니다🔥잘생긴 뱀자님들 운동회🧛 안 보시고 손해 보는 엔진들 없으시길🍀          | ENHYPEN            | 뱀파이어 여름 운동회 EP 31-1                     |
| 8월 11일  | 신인의 패기 보여드리겠습니닷! 랜덤 플레이 댄스에서 칼군무 보여주는 ⚡️예능 神인⚡️          | NOWADAYS           | 나우어데이즈 티켓 투어 EP 32-1                   |
| 8월 18일  | 대문자 F의 밤😭 나우즈 고기 먹다가 울컥하고 울었습니다💦                                  | NOWADAYS           | 나우어데이즈 티켓 투어 EP 32-2                   |
| 8월 25일  | 아이돌로 데뷔하니 할 일이 산더미💦 처음 맛본 예능은 시고 단 맛?!😖                        | 아크               | 아크 투어 EP 33-1                                |
| 8월 26일  | 랜플댄? 바디랭귀지?? 예능 한 번에 2~3년 치 무용담 적립하고 간 신인 아이돌 아~~크다!       | 아크               | 아크 투어 EP 33-1                                |
| 9월 1일   | 제로즈 사랑하는데~~🩵 냅다 고백하는 아홉 남자의 매력에 '빠지'기 좋은 날                   | 제로베이스원       | 제로베이스원 500일 썸머 1탄 EP 34-1              |
| 9월 8일   | 풍덩💦 물속성 제배원! 영상이 안 끝나요🫧 이래도 ZB1한테 안 빠진다고?                      | 제로베이스원       | 제로베이스원 500일 썸머 2탄 EP 34-2              |
| 9월 15일  | WATCH OUT! DIE카드를 뽑으면 무슨 일이 일어날지 몰라☠                                      | xikers             | 싸이커스의 DO or DIE 1탄 EP 35-1                 |
| 9월 22일  | 사실 싸이커스는 유명한 랜플댄 장인임❤️‍🔥 카드 바꾸자고? 너 누군데?! 환승카드의 결말은?      | xikers             | 싸이커스의 DO or DIE 2탄 EP 35-2                 |
| 9월 29일  | 소원을 말했어~ 하트❤️는 거기 있었고💫 😇: 하트 본 사람 연락 필요!(+합니다)                | NCT WISH           | 엔시티 위시의 가평 1탄 EP 36-1                   |
| 10월 6일  | 랜플댄? 기세로만 가면 돼~☆ 촌초~니 너의 하트를 빼앗을 거야🥰                              | NCT WISH           | 엔시티 위시의 가평 2탄 EP 36-2                   |
| 10월 27일 | 어서 오세요 체리쉬 공주님들💝 이곳은 이탈리아입니다! 절대 끝까지 지켜! 회식비💸           | ILLIT              | 아일릿의 휴일 1탄 EP 37-1                        |
| 11월 3일  | 아일릿 회식비 지키게 협조해 줘 돌박 투어! 신나는 여행 끝에 눈물핑💧된 공주님들👸          | ILLIT              | 아일릿의 휴일 2탄 EP 37-2                        |
| 11월 10일 | 엄마친구아들은 예능 베테랑?💰 에이티즈, 화제의 신작 콘텐츠 드디어 공개!                   | ATEEZ              | 에이티즈의 예능 베테랑 1탄 EP 38-1               |
| 11월 17일 | 난 시작부터 Main Course🍽 지금부터 이 게임에 새겨 이름 세 글자😎                           | ATEEZ              | 에이티즈의 예능 베테랑 2탄 EP 38-2               |
| 11월 25일 | 엔진들의 학교에 뱀자님의 등장이라... 999명의 엔진과 함께 레쭈고❤️‍🔥                         | ENHYPEN            | 엔하이픈 홈커밍데이 1탄 EP 39-1                  |
| 12월 1일  | 엔진들아 사랑한다‼️ 골든벨 울리고 프린스의 자격을 증명할게 No Doubt🔔                     | ENHYPEN            | 엔하이픈 홈커밍데이 2탄 EP 39-2                  |

### 2025년
| 공개일   | 제목 | 출연         | 비고                 |
| -------- | --- | ------------ | -------------------- |
| 2월 23일 | 세상에서 가장 파란 지옥이 열린다! 제로베이스원의 BLUE PARADISE ❄️ IDOL 1N2D ZEROBASEONE Mood Sampler 4K |              | 2025년 돌박 2일 티저 |
| 3월 2일  | | 제로베이스원 |                      |